# Lithocarpus chevalieri
Lithocarpus chevalieri är en bokväxtart som beskrevs av Aimée Antoinette Camus. Lithocarpus chevalieri ingår i släktet Lithocarpus och familjen bokväxter. Inga underarter finns listade.